# 下川辺村
下川辺村（しもかわべむら）は、広島県芦品郡にあった村。現在の府中市の一部にあたる。

## 地理
芦田川水系・御調川の下流域に位置していた。

## 歴史
- 1889年（明治22年）4月1日、町村制の施行により、御調郡篠根村、河南村、僧殿村、河面村が合併して村制施行し、下川辺村が発足[1][2]。旧村名を継承した篠根、河南、僧殿、河面の4大字を編成[2]。
- 1949年（昭和24年）4月1日、所属郡が芦品郡に変更[1][2]。
- 1954年（昭和29年）3月31日、芦品郡府中町、岩谷村、広谷村、国府村、栗生村と合併し、市制施行し府中市を新設して廃止された[1][2]。

### 地名の由来
御調川上流域の上川辺に対して下川辺とした。

## 産業
- 農業、畜産[2]

## 交通

### 鉄道
- 1938年（昭和13年）国有鉄道福塩線の府中町～上下間開通し、下川辺駅を開設[2]。